# Xiang Yu
Xiang Ji (chinois simplifié : 项籍 ; chinois traditionnel : 項籍 ; pinyin : xiàng jí) (232 av. J.-C. – 202 av. J.-C.), plus connu sous le nom Xiang Yu (chinois simplifié : 项羽 ; chinois traditionnel : 項羽 ; pinyin : xiàng yǔ), est un chef militaire de la fin de la dynastie Qin.

## Biographie
Natif de Xiaxiang (下相 ; aujourd’hui District de Sucheng, Suqian, province du Jiangsu), il est titré marquis de Lu (魯公) par l'Empereur Yi de Chu (楚义帝) en 208 av. J.-C.
L’année suivante il mène l’armée rebelle de Chu à la victoire contre les armées de Qin menées par Zhang Han à la bataille de  Julu.  Après la chute de la dynastie Qin, Xiang Yu se proclame « prince hégémon du Chu de l'ouest » (西楚霸王) et gouverne une vaste part du Shanxi, Henan, Hubei, Hunan et Jiangsu actuel, avec Pengcheng (彭城 ; Xuzhou) comme capitale.
À l'origine, il se battait avec Liu Bang contre le Qin, mais dans un banquet qu'il donna, un de ses conseillers tenta d'assassiner Liu Bang, ce qui refroidit gravement leur rapport. Yu se déclara désolé de l'incident, mais Liu Bang ne le crut pas et ce fut le point de rupture. Liu Bang s'échappa du banquet par la porte de derrière. Devenu ennemi de Liu Bang, dont il n'a pas les compétences stratégiques, il est finalement battu et se suicida dans le village de Wujiang (乌江镇/烏江鎮; Xian de He, Chaohu, Anhui). Selon la légende populaire, il se serait décapité lui-même.
Il est devenu un héros romantique d'une série historique chinoise où il est interprété par Hu Jun.